# 8810 Johnmcfarland
A 8810 Johnmcfarland (ideiglenes jelöléssel (8810) 1982 JM1) a Naprendszer kisbolygóövében található aszteroida. Eleanor F. Helin és Eugene Merle Shoemaker fedezte fel 1982. május 15-én.